# Melinaea satevis
Melinaea satevis är en fjärilsart som beskrevs av Doubleday 1847. Melinaea satevis ingår i släktet Melinaea och familjen praktfjärilar. Inga underarter finns listade i Catalogue of Life.

## Bildgalleri

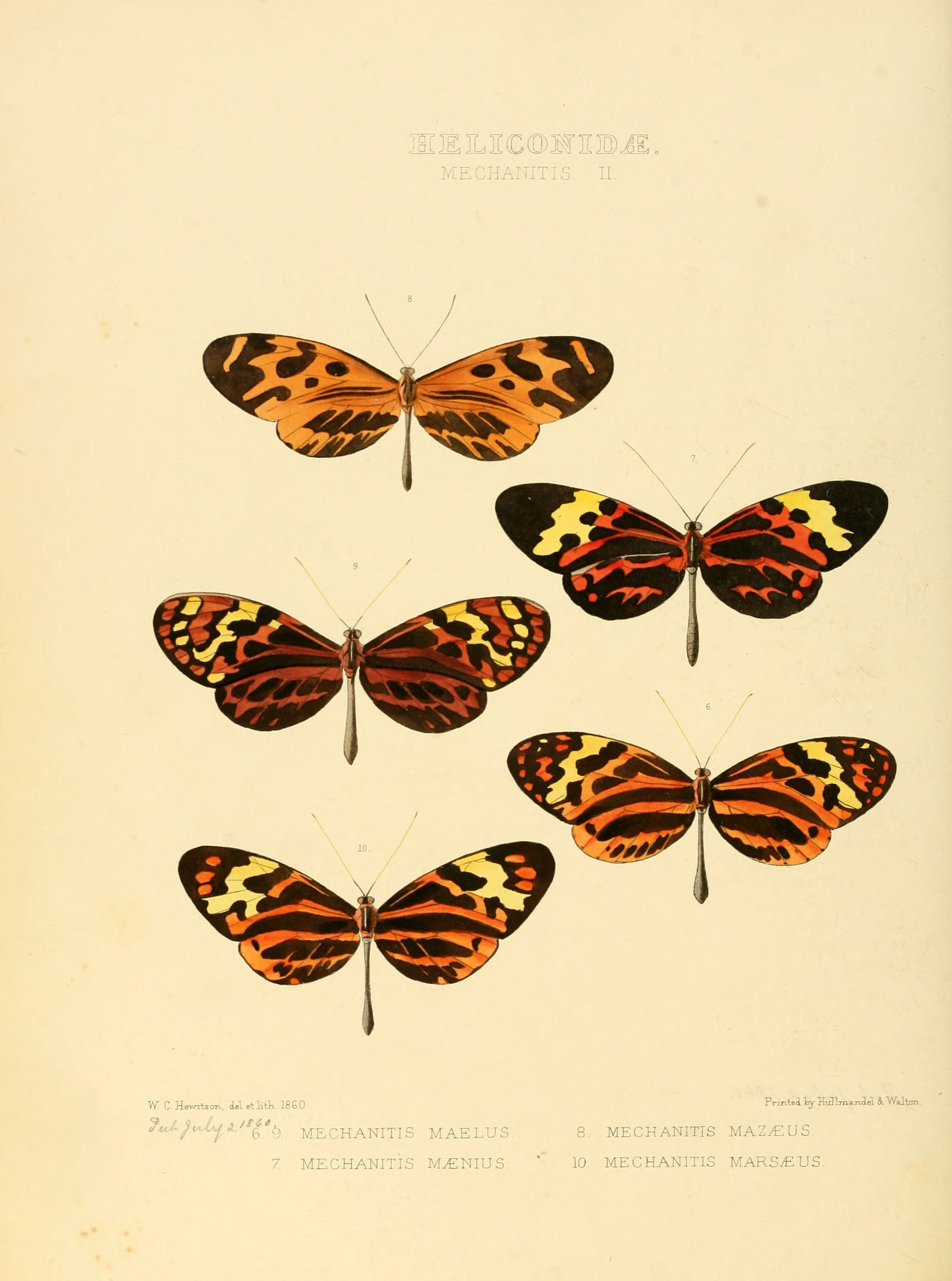